# Ademir Rosa
Ademir Rosa (Florianópolis, 1949 — Florianópolis, 1997) foi um ator brasileiro.
Formado em Ciências Sociais pela Universidade Federal de Santa Catarina (UFSC), fez pós-graduação/especialização em Teatro-Educação, pela Universidade do Estado (UDESC). Casou-se, em 1976, com Edilma Guimarães da Rosa, que conheceu no interior de Alagoas, em 1974. Foi professor de História na rede estadual de ensino, no Colégio de Aplicação da UFSC e em cursos pré-vestibulares. Também lecionou Sociologia Rural na UFSC.
Em sua homenagem, o Teatro do Centro Integrado de Cultura (CIC) leva o seu nome.

## Engajamento político
Ademir Rosa foi um dos fundadores do Partido dos Trabalhadores (PT) em Florianópolis (1980). Contribuiu muito com o Movimento dos Trabalhadores Rurais Sem Terra (MST), sendo amigo pessoal de João Pedro Stédile, líder do movimento. Foi agente de pastoral da Comissão Pastoral da Terra de Santa Catarina (CPT-SC), tendo realizado trabalhos de assessoria e formação, principalmente no litoral do estado. Líder sindical no Sindicato da Previdência Social (Sindprevs).

## Teatro
No teatro, Ademir Rosa contribuiu com a formação de dois grupos teatrais: Armação (um dos mais antigos de SC) e Dromedário Loquaz.  Como ator, Ademir participou das seguintes peças teatrais:
- O Santo Inquérito (1969);[2]
- A Celestina (1971);[2]
- Sedimentação movediça da sociedade (1972);[2]
- Contestado (1972);[2]
- Está lá fora um inspetor (1974);[2]
- Quem casa quer casa (1975);[2]
- Caminho de volta (1975);[2]
- Clitemnestra vive (1977);[2]
- Um grito parado no ar (1978);[2]
- Oração para um pé de chinelo (1980);[2]
- A importância de estar de acordo (1981);[2]
- Nó cego (1983);[2]
- Que se pasa Che? (1984);[2]
- Curto circuito (1986);[2]
- Inspetor Geral (1987);[2]
- Os órfãos de Jânio (1989);[2]
- PT 11 anos (1990);[2]
- O gambá que não sabia sorrir (1994);[2]
- A Estória (1995);[2]
- Karakukerrá (1995);[2]
- De nada, nada virá (1995);[2]
- Acorda Raimundo, acorda (1995);[2]
- Pimba (1995);[2]
- A saga dos manés (1995);[2]
- O trem da história (1996).[2]

## Cinema
Ademir atuou nos seguintes filmes:
- Prata Palomares (1971);[2]
- PSW – Uma crônica subversiva (1987);
- Manhã (1989);
- Desterro (1993);
- Alva paixão (1994);
- Ritinha (1995).

## O Teatro do CIC
Com capacidade para mais de 900 pessoas na plateia, o Teatro do CIC, batizado como Teatro Ademir Rosa, em homenagem ao ator catarinense morto em 1997, foi inaugurado em novembro de 1982. Administrado pelo Governo do Estado, através da Fundação Catarinense de Cultura (FCC), foi aberto oficialmente ao público em julho de 1983, apresentando o espetáculo “O Grande Circo Místico”, do Ballet do Teatro Guaíra, de Curitiba.
A escolha do nome Ademir Rosa não foi muito tranquila na época. A então administração da FCC era contrária a esta escolha. No entanto, uma mobilização dos artistas catarinenses fez com que o nome de Ademir fosse instituído oficialmente.